# Ethylcarbamaat
Ethylcarbamaat of urethaan is een organische verbinding, behorende tot de groep van de carbamaten, met als brutoformule C3H7NO2. Het komt voor als kleurloze en bijna reukloze kristallen of als een wit korrelachtig poeder. Structureel gezien is ethylcarbamaat een ester van het onstabiele carbaminezuur.

## Synthese
Ethylcarbamaat wordt gesynthetiseerd uit een reactie van ethylchloroformaat en ammoniak:

## Toxicologie en veiligheid
De stof ontleedt bij verhitting of bij verbranding, met vorming van giftige dampen (stikstofoxiden).